# Pål Gunnar Mikkelsplass
Pål Gunnar Mikkelsplass (Bromma, 29 de abril de 1961) es un deportista noruego que compitió en esquí de fondo. Su esposa, Marit Wold, también compitió en esquí de fondo.
Participó en dos Juegos Olímpicos de Invierno, entre los años 1984 y 1988, obteniendo una medalla de plata en Calgary 1988, en la prueba de 15 km. Ganó cuatro medallas en el Campeonato Mundial de Esquí Nórdico entre los años 1982 y 1989.

## Palmarés internacional
| Juegos Olímpicos   | Juegos Olímpicos  | Juegos Olímpicos  | Juegos Olímpicos |
| Año                | Lugar             | Medalla           | Prueba           |
| ------------------ | ----------------- | ----------------- | ---------------- |
| 1988               | Calgary (Canadá)  | Medalla de plata  | 15 km            |
| Campeonato Mundial |                   |                   |                  |
| Año                | Lugar             | Medalla           | Prueba           |
| 1982               | Oslo (Noruega)    | Medalla de oro    | Relevo 4 × 10 km |
| 1985               | Seefeld (Austria) | Medalla de oro    | Relevo 4 × 10 km |
| 1987               | Oberstdorf (RFA)  | Medalla de bronce | Relevo 4 × 10 km |
| 1989               | Lahti (Finlandia) | Medalla de plata  | 15 km            |